# Danakilska depresija
Danakilska depresija je severni del Afarskega trikotnika ali Afarske depresije v Etiopiji in Eritreji, geološke depresije, ki je nastala zaradi razhajanja treh tektonskih plošč na Afriškem rogu. Je tretja najnižje ležeča lega na afriški celini.

## Geologija
Danakilska depresija leži na stičišču treh tektonskih plošč in ima zapleteno geološko zgodovino. Razvila se je kot posledica ločevanja Afrike in Azije, kar je povzročilo razpoke in vulkansko aktivnost. Erozija, poplavljanje z morjem, dvigovanje in spuščanje tal so odigrali svojo vlogo pri nastanku te kotanje. Sedimentne kamnine, kot sta peščenjak in apnenec, so neskladno prekrite z bazaltom, ki je posledica obsežnih tokov lave.

### Geološka dediščina IUGS
V zvezi z dokazovanjem »stalnega rojstva oceana, ki ga spremljajo tektonika in vulkanizem v ekstremno sušnem okolju izhlapevanja« je Mednarodna zveza geoloških znanosti (IUGS) na seznamu, objavljenem oktobra 2022, vključila »Depresijo preloma Danakil in njen vulkanizem« v svojo zbirko 100 »lokacij geološke dediščine« po vsem svetu.

## Opis
Danakilska depresija je ravnina, velika približno 200 x 50 km, ki leži na severu regije Afar v Etiopiji, blizu meje z Eritrejo. Leži približno 125 m pod morsko gladino in na zahodu meji na Etiopsko planoto, na vzhodu pa na Danakilske Alpe, za katerimi je Rdeče morje.
Območje se pogosto imenuje zibelka človeštva; leta 1974 so Donald Johanson in njegovi sodelavci našli znameniti fosil Australopithecus afarensis Lucy, ki je bil datiran s 3,2 milijona let. Številni drugi fosili starodavnih homininov so bili odkriti tukaj, kar je številne paleontologe spodbudilo k domnevi, da je to območje, kjer se je človeška vrsta najprej razvila.

## Lastnosti
Danakilska depresija je najbolj vroče mesto na Zemlji glede na povprečne letne temperature. Je tudi eno najnižjih krajev na planetu na 100 metrih pod morsko gladino in brez dežja večino leta. Tukaj reka Avaš presahne v verigi slanih jezer, kot je jezero Afrera, ki nikoli ne doseže Indijskega oceana.
Gora Ajelu je najzahodnejši in starejši od dveh vulkanov na južnem koncu Danakilske depresije. Drugi aktivni vulkan, Erta Ale, je eno od več kraterskih jezer lave, ki brbota iz zemeljinega plašča. Poleg tega območje vsebuje žveplene vrelce Dalol ali vroče vrelce. Ta mokra okolja v Danakilski depresiji se preiskujejo, da bi pomagali razumeti, kako bi lahko nastalo življenje na drugih planetih in lunah. Mnogi mikroorganizmi, ki živijo tukaj, so ekstremofilni mikrobi, ki so zelo zanimivi za astrobiologe. Kljub temu so znanstveniki oktobra 2019 poročali, da kopenskih življenjskih oblik, vključno z ekstremnimi oblikami mikroorganizmov arhej, ni bilo ugotovljeno, da obstajajo v zelo vročih, kislih in slanih razmerah, ki so prisotne v nekaterih delih Danakilske depresije.

## Vrelci
Med geološkimi točkami, zanimivimi za turiste, sta hidrotermalni sistem Dallol in Rumeno jezero.
Ribnik Gaet'ale je majhno hiperslano jezero nad tektonskim vročim izvirom v Danakilski depresiji. S slanostjo 43 % je ribnik Gaet'ale najbolj slano vodno telo na Zemlji. Po besedah prebivalcev vasi Ahmed'ela je ribnik nastal januarja 2005 po potresu, ki je ponovno aktiviral vroč izvir.